# Хексаграм
Хексаграм чини комбинација два од осам триграма, а комбиновањем осам триграма добија се табела са 64 хексаграма од којих сваки има своје име, број, значење и тумачење.

Ово су првих 32 од укупно 64 хексаграма књиге промена Ји Ђинга.
- Хексаграме од 33 до 64 можете наћи овде - Хексаграм 33-64.

## Хексаграм 1 - 乾 -Стварање
Хексаграм 1 се назива 乾 (qián) - Ћиан - „Стварање“.

Хексаграм Стварање је састављен из два триграма - доњи триграм „Небо“ и горњи триграм „Небо“.

## Хексаграм 2 - 坤 -Пријемчивост
Hexagram 2 се назива 坤 (kūn) - Кун - „Пријемчивост“.

Хексаграм Пријемчивост је састављен из два триграма - доњи триграм „Земља“ и горњи триграм „Земља“.

## Хексаграм 3 - 屯 -Почетне Тешкоће
Хексаграм 3 се назива 屯 (chún) - Џун - „Почетне Тешкоће“.

Хексаграм Почетне Тешкоће је састављен из два триграма - доњи триграм „Олуја“ и горњи триграм „Вода“.

## Хексаграм 4 - 蒙 -Незрелост
Хексаграм 4 се назива 蒙 (meng2) - Менг - „Незрелост“.

Хексаграм Незрелост је састављен из два триграма - доњи триграм „Вода“ и горњи триграм „Планина“.

## Хексаграм 5 - 需 -Прорачунато недељење
Хексаграм 5 се назива 需 (xu1)- Сји - „Прорачунато недељење“.

Хексаграм Прорачунато недељење је састављен из два триграма - доњи триграм „Небо“ и горњи триграм „Вода“.

## Хексаграм 6 - 訟 -Сукоб
Хексаграм 6 се назива 訟 (song4) - Сунг - „Сукоб“.

Хексаграм Сукоб је састављен из два триграма - доњи триграм „Вода“ и горњи триграм „Небо“.

## Хексаграм 7 - 師 -Војска
Хексаграм 7 се назива 師 (shil) - Ши - „Војска“.

Хексаграм Војска је састављен из два триграма - доњи триграм „Вода“ и горњи триграм „Земља“.

## Хексаграм 8 - 比 -Јединство
Хексаграм 8 се назива 比 (bi3) - Би - „Јединство“.

Хексаграм Јединство је састављен из два триграма - доњи триграм „Земља“ и горњи триграм „Вода“.

## Хексаграм 9 - 小畜 -Укротитељска моћ малог
Хексаграм 9 се назива 小畜 (xiao3 chu4) - Сјао ћу - „Укротитељска моћ малог“.

Хексаграм Укротитељска моћ малог је састављен из два триграма - доњи триграм „Небо“ и горњи триграм „Ветар“.

## Хексаграм 10 - 履 -Понашање
Хексаграм 10 се назива 履 (lu3)- Ли - „Понашање“.

Хексаграм Понашање је састављен из два триграма - доњи триграм „Језеро“ и горњи триграм „Небо“.

## Хексаграм 11 - 泰 -Мир
Хексаграм 11 се назива 泰 (tai4) - Таи - „Мир“.

Хексаграм Мир је састављен из два триграма - доњи триграм „Небо“ и горњи триграм „Земља“.

## Хексаграм 12 - 否 -Застој
Хексаграм 12 се назива 否 (pi3) - Пи - „Застој“.

Хексаграм Застој је састављен из два триграма - доњи триграм „Земља“ и горњи триграм „Небо“.

## Хексаграм 13 - 同人 -Пријатељство
Хексаграм 13 се назива 同人 (tong2 ren2) - Тунг жен - „Пријатељство“.

Хексаграм Пријатељство је састављен из два триграма - доњи триграм „Ватра“ и горњи триграм „Небо“.

## Хексаграм 14 - 大有 -Велико поседовање
Хексаграм 14 се назива 大有 (da4 you3) - Да ју - „Велико поседовање“.

Хексаграм Велико поседовање је састављен из два триграма - доњи триграм „Небо“ и горњи триграм „Ватра“.

## Хексаграм 15 - 謙 -Скромност
Хексаграм 15 се назива 謙 (qianl) - Ћиен - „Скромност“.

Хексаграм Скромност је састављен из два триграма - доњи триграм „Планина“ и горњи триграм „Земља“.

## Хексаграм 16 - 豫 -Спокој
Хексаграм 16 се назива 豫 (yu4) - Ји - „Спокој“.

Хексаграм Спокој је састављен из два триграма - доњи триграм „Земља“ и горњи триграм „Олуја“.

## Хексаграм 17 - 隨 -Праћење
Хексаграм 17 се назива 隨 (sui2), „Праћење“. 

Хексаграм Праћење је састављен из два триграма - доњи триграм „Олуја“ и горњи триграм „Језеро“.

## Хексаграм 18 - 蠱 -Пропадање
Хексаграм 18 се назива 蠱 (gu3) - Гу - „Пропадање“.

Хексаграм Пропадање је састављен из два триграма - доњи триграм „Ветар“ и горњи триграм „Планина“.

## Хексаграм 19 - 臨 -Приближавање
Хексаграм 19 се назива 臨 (lin2) - Лин - „Приближавање“.

Хексаграм Приближавање је састављен из два триграма - доњи триграм „Језеро“ и горњи триграм „Земља“.

## Хексаграм 20 - 觀 -Разматрање (Контемплација)
Хексаграм 20 се назива 觀 (guanl) - Гуан - „Разматрање (Контемплација)". 

Хексаграм Разматрање (Контемплација) је састављен из два триграма - доњи триграм „Земља“ и горњи триграм „Ветар“.

## Хексаграм 21 - 噬 -Глодање
Хексаграм 21 се назива 噬 (shi4 ke4) - Ши хо - „Глодање“.

Хексаграм Глодање је састављен из два триграма - доњи триграм „Олуја“ и горњи триграм „Ватра“.

## Хексаграм 22 - 賁 -Отменост
Хексаграм 22 се назива 賁 (bi4) - Би - „Отменост“.

Хексаграм Отменост је састављен из два триграма - доњи триграм „Ватра“ и горњи триграм „Планина“.

## Хексаграм 23 - 剥-Уклањање
Хексаграм 23 се назива 剥 (bol) - Бо - „Уклањање“.

Хексаграм Уклањање је састављен из два триграма - доњи триграм „Земља“ и горњи триграм „Планина“.

## Хексаграм 24 - 復 -Повратак
Хексаграм 24 се назива 復 (fù) - Фу - „Повратак“. 

Хексаграм Повратак је састављен из два триграма - доњи триграм „Олуја“ и горњи триграм „Земља“.

## Хексаграм 25 - 無妄 -Честитост
Хексаграм 25 се назива 無妄 (wu2 wang4) - Ву ванг - „Честитост“. 

Хексаграм Честитост је састављен из два триграма - доњи триграм „Олуја“ и горњи триграм „Небо“.

## Хексаграм 26 - 大畜 -Укротитељска моћ великог
Хексаграм 26 се назива 大畜 (da4 chu4) - Да ћу - „Укротитељска моћ великог“.

Хексаграм Укротитељска моћ великог је састављен из два триграма - доњи триграм „Небо“ и горњи триграм „Планина“.

## Хексаграм 27 - 頤 -Исхрана
Хексаграм 27 се назива 頤 (yi2) - Ји - „Исхрана“.

Хексаграм Исхрана је састављен из два триграма - доњи триграм „Олуја“ и горњи триграм „Планина“.

## Хексаграм 28 - 大過 -Велико обиље
Хексаграм 28 се назива 大過 (da4 guo4) - Да гуо - „Велико обиље“.

Хексаграм Велико обиље је састављен из два триграма - доњи триграм „Ветар“ и горњи триграм „Језеро“.

## Хексаграм 29 - 坎 -Понор
Хексаграм 29 се назива 坎 (kan3) - Кан - „Понор“. 

Хексаграм Понор је састављен из два триграма - доњи триграм „Вода“ и горњи триграм „Вода“.

## Хексаграм 30 - 離 -Ватра
Хексаграм 30 се назива 離 (li2) - Ли - „Ватра“.

Хексаграм Ватра је састављен из два триграма - доњи триграм „Ватра“ и горњи триграм „Ватра“.

## Хексаграм 31 - 咸 -Привлачење
Хексаграм 31 се назива 咸 (xian2) - Сјен - „Привлачење“.

Хексаграм Привлачење је састављен из два триграма - доњи триграм „Планина“ и горњи триграм „Језеро“.

## Хексаграм 32 - 恆 -Дуготрајност
Хексаграм 32 се назива 恆 (heng2) - Хенг - „Дуготрајност“.

Хексаграм Дуготрајност је састављен из два триграма - доњи триграм „Ветар“ и горњи триграм „Олуја“.